# Alfonso Carrillo de Acuña
Alfonso Carrillo de Acuña (Carrascosa, 11 de agosto de 1410 — Alcalá de Henares, 1 de julho de 1482) foi um importante clérigo e político castelhano, arcebispo de Toledo.

## Biografia
Era o terceiro filho de Lope Vázquez de Acuña (máximo responsável do Concelho de La Mesta), descendente de uma família de nobres portugueses, e de Teresa Carrillo de Albornoz. Sua educação se desenvolveu, sob a influência de seu tio, o pseudocardeal Alfonso Carrillo de Albornoz. Por isso, por volta de 1423 viajou com o tio para Bolonha, onde ganhou a consideração do papa Eugênio IV, a cuja Corte ingressou em 1433. O Papa lhe concedeu os rendimentos de 400 florins para continuar os seus estudos jurídicos e teológicos. Quando faleceu seu tio, em 1434, durante o Concílio de Basileia, recebeu do papa o cargo de protonotário apostólico. O rei João II pediu ao papa que concedesse a Alfonso o bispado de Siguenza e também o nomeou membro do Conselho Real e embaixador em Basileia.
Por sua idade, foi nomeado primeiro administrador da diocese (6 de julho de 1435), e só foi ordenado bispo em 9 de maio de 1440. Entretanto, por volta de 1436 regressou a Castela, abandonando as sessões conciliares.
Em 1439, João II ordenou a retirada da embaixada castelhana do concílio, mas Castela apoiou abertamente Eugênio IV contra o antipapa Félix V. Carrillo já havia regressado à Itália. Félix V chegou a nomear o protonotário como cardeal-diácono de Santo Eustáquio (mesmo título que seu tio tivera) na primeira promoção de cardeais que fez, em 12 de abril de 1440, mas Carrillo renunciou à nomeação.
De volta definitivamente a Castela, apoiou Álvaro de Luna, de quem era parente. Chegou mesmo a participar em alguns acontecimentos militares, como na batalha de Olmedo. Seus serviços a João II foram recompensados com o arcebispado de Toledo, vago com a morte de Gutierre Álvarez de Toledo, sendo transferido para o primado por Eugênio IV em 3 de agosto de 1446. Além de obras arquitetônicas, estimulou a vida intelectual da arquidiocese.
Contudo, por muito tempo Dom Alfonso Carrillo deixou de lado suas funções pastorais, pelo menos até à convocação do conselho provincial de Aranda de Duero em 1473. Os resultados do concílio foram de forte impulso reformador. Carrillo também realizou dois sínodos diocesanos em Alcalá de Henares; o de 1480 é o de maior importância, e inclui grande parte dos regulamentos do Concílio de Aranda. Ainda reuniu o Conselho de Teólogos que condenou como heréticas algumas das opiniões de Pedro Martínez de Osma, professor da Universidade de Salamanca. Colaborou com a monarquia na promoção da reforma das ordens religiosas, especialmente beneditinos e franciscanos. Também interveio, por mandato papal, na reforma dos agostinianos.
Durante a década de 1440, aos poucos se distanciou de Álvaro de Luna, ao mesmo tempo que se aproximava do seu também parente Juan Pacheco, Marquês de Villena. Após a morte de João II, Dom Alfonso continuou a servir Henrique IV de Castela, embora o prelado logo demonstrasse seu desacordo com o novo soberano. Assim, esteve entre os que protestaram contra como tinha sido conduzida a campanha de Granada em 1456. Um ano depois, o fracasso na conquista de Málaga se deveu às dúvidas do rei. A partir desse momento, suas relações com o soberano se distorceram.
Dom Carillo reuniu um círculo de intelectuais ao seu redor, inclusive com a notável presença de judeus convertidos. Tornou-se oposição a Henrique IV; apesar disso, foi membro do Conselho Real, o qual durante algum tempo foi dominado por Carrillo, Juan Pacheco e pelo arcebispo de Sevilha, Alonso de Fonseca, os quais conspiravam contra o soberano. Depois, Carrillo juntou-se às fileiras do partido aragonês, tornando-se um dos seus líderes.
Esteve entre os nobres que conseguiram que o rei assinasse o Pacto de Cabezón de 1464, ano em que também se juntou a Pedro Girón e Juan Pacheco para tentar libertar os infantes Alfonso e Isabel do poder do monarca. Dom Alfonso Carrillo foi um dos protagonistas da chamada Farsa de Ávila, ocorrida em 5 de junho de 1465, quando interveio retirando a coroa da efígie de Henrique IV. Apoiou a causa do infante Alfonso até a sua morte (1468); aderiu então à da infanta Isabel. Acompanhou a infanta durante o acordo dos Touros de Guisando. O acordo não o satisfez, pelo que começou a conspirar, juntamente com outros membros do partido aragonês; assim, um novo acordo levou ao casamento de Isabel com Fernando de Aragão. O filho que o arcebispo teve na juventude, Troilos Carrillo, casado com a filha de um dos mais proeminentes conselheiros de João II de Aragão, acompanhou seu pai nas difíceis negociações que antecederam o casamento.
Apesar de tudo que Dom Carillo esteve disposto a fazer para colocar Isabel e Fernando no trono de Castela, as divergências com o casal não demoraram a surgir. Nos anos seguintes, o arcebispo começou a distanciar-se dos futuros Reis Católicos. Entre 1475 e 1479, Carrillo mudou de lado diversas vezes: tanto apoiou Isabel e Fernando quanto Afonso de Portugal. Ao lado do monarca português, participou de batalhas em 1476, nas quais enfrentou o cardeal Mendoza. Com a derrota dos portugueses, pediu perdão aos soberanos, o que lhe foi concedido. Apesar disso, em 1478 houve uma nova entrada em Castela pelo rei Alfonso, e Carillo não hesitou em ficar novamente ao seu lado. Essa nova derrota o impediu de participar na assembleia-geral do clero que se realizou nesse mesmo ano por iniciativa de Isabel e Fernando, e na qual, entre outras coisas, foi discutida como proceder contra os prelados que não mostravam o devido respeito aos soberanos.
Carrillo ficou cada vez mais isolado, o que piorou quando os reis declararam que o prelado havia perdido sua natureza e suas temporalidades sobre os reinos e senhorios que governava. Já idoso, ele foi obrigado a abandonar a sua atitude de rebelião. Conseguiu pela segunda o perdão real em 1479, mas teve que entregar as fortalezas que possuía e também teve de suportar a prisão e execução de seu tesoureiro, mordomo e principal conselheiro, Fernando de Alarcón (1480).

O arcebispo passou os últimos anos da sua vida em Alcalá de Henares, dedicado à prática da alquimia. Foi sepultado no convento franciscano observante de Santa María de Jesús, que ele havia fundado. O seu túmulo depois foi transferido para a catedral de Alcalá, sofrendo danos significativos durante a Guerra Civil. Foi restaurado e encontra-se atualmente conservado no museu da catedral de Alcalá de Henares.